# Dani Miret Garcia
Dani Miret Garcia (Badalona, 25 de juny de 1985) és un entrenador de bàsquet català.
Va arribar a les categories inferiors del Joventut a l'any 2007, i ha entrenat els equips mini, infantil, cadet i júnior. A la darrera temporada al júnior es va proclamar campió de Catalunya, subcampió d'Espanya i campió del Torneig de L'Hospitalet, sent triat millor entrenador del torneig. La temporada 2018-19 es fa càrrec del primer equip del CB Prat, club vinculat a la Penya que juga a LEB Or, compaginant aquesta tasca amb el suport a l'staff tècnic del primer equip del Divina Seguros Joventut. En el mes d'abril de 2024, gairebé acabant la temporada 2023-24, reemplaça Carles Duran com a entrenador del primer equip del Joventut.

## Internacional
L'estiu de 2018 també va entrenar la selecció espanyola sub15, i a l'estiu de 2019 amb la sub16 espanyola va aconseguir la medalla d'or al Festival Olímpic de la Joventut que es va disputar a Bakú.